# Eastern Interconnection

Les dues majors i tres menors NERC Interconnections, i els nou NERC Regional Reliability Councils.

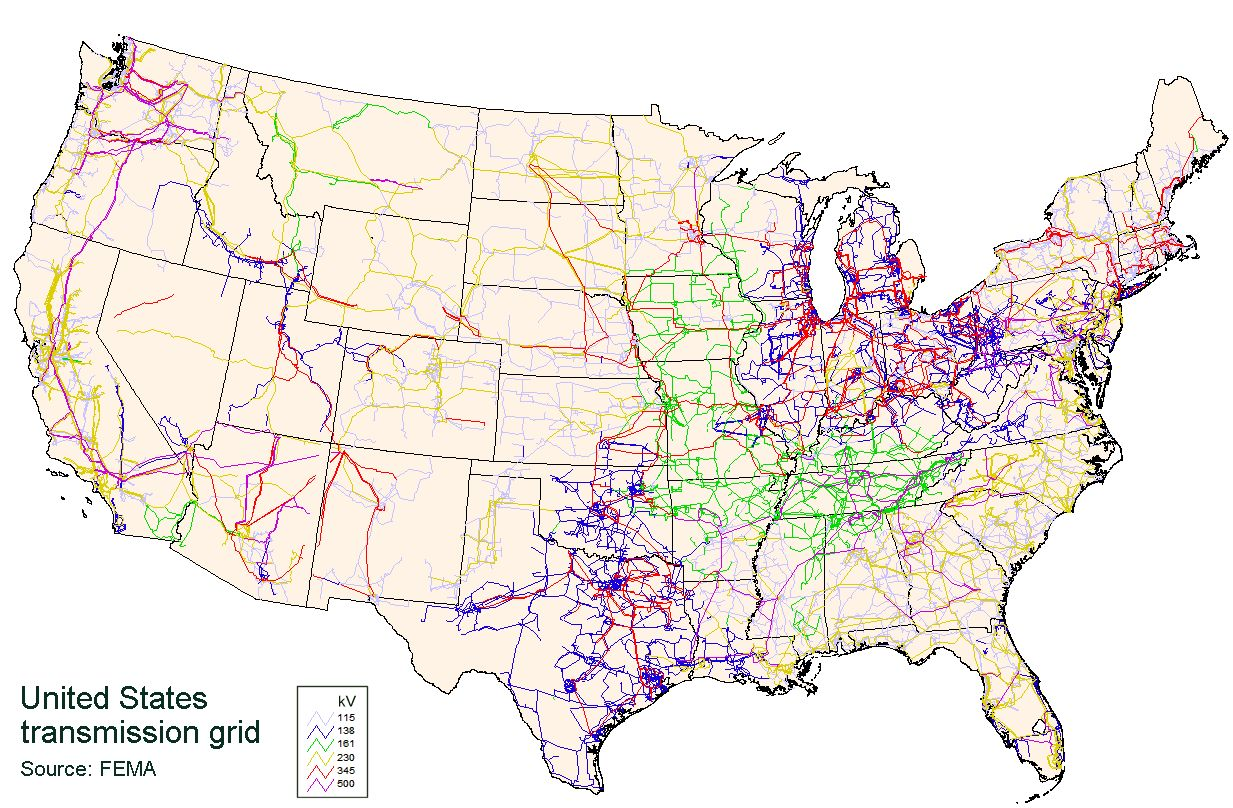
La xarxa de transmissió d'energia elèctrica dels Estats Units continentals consisteix en 190.000 km de línies operades per 500 empreses.

El Eastern Interconnection és una de les dues principals xarxes elèctriques de corrent altern (AC) de l'Amèrica del Nord. L'altre gran wide area synchronous grid és la Western Interconnection. Les tres interconnexions de menor importància són la Québec Interconnection, la Texas Interconnection, i l'Alaska Interconnection.
Totes les companyies d'electricitat en el Eastern Interconnection estan vinculades elèctricament entre si durant les condicions normals del sistema i operen a una freqüència sincronitzada de 60Hz. El Eastern Interconnection arriba des del Canadà central cap a l'est fins a la costa atlàntica (excloent el Quebec), al sud de Florida, i cap a l'oest fins al peu de les Rocoses (excloent la major part de Texas).
Les Interconnections poden ser vinculades entre si a través de línies de transmissió elèctrica de corrent continu d'alta tensió (enllaços DC) o amb transformadors de freqüència variable (variable-frequency transformer o VFT), que permeten un flux controlat d'energia, mentre que també aïllr funcionalment les freqüències d'alimentació CA independents de cada costat. La Eastern Interconnection es troba vinculada a la Western Interconnection amb sis enllaços DC, a la Texas Interconnection amb dos enllaços DC, i a la Quebec Interconnection amb quatre enllaços DC i un VFT.
El 17 d'octubre de 2009, la Tres Amigas SuperStation va ser anunciat per connectar el Eastern, Western i Texas Interconnections a través de tres enllaços superconductors de 5 GW.

## Demanda d'electricitat en Gigawatts
El North American Electric Reliability Corporation (NERC) va informar el següent el consum real i el previst per a les regions de la Eastern Interconnection:
|                           | Estiu | Estiu | Estiu      | Hivern | Hivern | Hivern     |
| Regió                     | 2007  | 2017  | Creixement | 2007   | 2017   | Creixement |
| ------------------------- | ----- | ----- | ---------- | ------ | ------ | ---------- |
| FRCC                      | 47    | 57    | 21,3%      | 42     | 60     | 42,9%      |
| MRO (EUA)                 | 42    | 52    | 23,8%      | 35     | 42     | 20,0%      |
| NPCC (EUA)                | 61    | 69    | 13,1%      | 48     | 53     | 10,4%      |
| RFC                       | 180   | 209   | 16,1%      | 141    | 164    | 16,3%      |
| SERC                      | 209   | 243   | 16,3%      | 179    | 209    | 16,8%      |
| SPP                       | 43    | 51    | 18,6%      | 31     | 38     | 22,6%      |
| US- East Interconnection  | 582   | 681   | 17,0%      | 476    | 566    | 18,9%      |
| MRO (CAN)                 | 6,2   | 6,9   | 11,3%      | 7,3    | 8,2    | 12,3%      |
| NPCC (CAN)                | 50,3  | 50,7  | 0,8%       | 65,0   | 66,7   | 2,6%       |
| CAN- East Interconnection | 56,5  | 57,6  | 2,0%       | 72,3   | 74,9   | 3,6%       |
| Eastern Interconnection   | 638,5 | 738,6 | 15,7%      | 548,3  | 640,9  | 16,9%      |